# Гимн Народной республики Кампучия
«Гимн Народной республики Кампучия» (кхмер. បទចម្រៀងនៃសាធារណរដ្ឋប្រជាមានិតកម្ពុជា, Bâtchâmriĕng Ney Sathéaranaroăt Prâchéaméanĭt Kămpŭchéa) — государственный гимн Народной республики Кампучии с января 1979 года по начало 1990 года (де-юре — по 1993 год). Заменил собой «Славное 17 апреля», гимн Демократической Кампучии, который слишком сильно ассоциировался с репрессивным режимом «красных кхмеров». Был написан композитором Сок Удом Детом в 1976 году и использовался бойцами ЕФНСК, боровшимися с Пол Потом.
Так как создание НРК не получило международного признания со стороны ООН и большинства стран мира, продолжавших считать юридически легальным государством Демократическую Кампучию и представлявшее её эмигрантское правительство Нородом Сианука, гимн НРК использовался, в основном, только внутри страны и теми государствами, которые её признали (СССР, Вьетнам и их союзники по социалистическому лагерю). Остальные продолжали использовать гимн «Славное 17 апреля».
После начала переходного периода и создания Государства Камбоджа, гимн НРК де-юре сохранял свой статус, но фактически его начал вытеснять старый королевский гимн «Величественное Королевство», который после образования Королевства Камбоджа и победы на первых выборах монархической партии ФУНСИНПЕК был в 1993 году восстановлен в качестве государственного.

## Текст гимна
| Оригинальный текст | Транскрипция | Русский перевод |
| ពលរដ្ឋកម្ពុជាជាកម្លាំងប្ដូរផ្ដាច់ សច្ចាកម្ទេចអស់ពួកបច្ចាមិត្ត តាំងចិត្តសាមគ្គីទើបមានមហិទ្ធិឫទ្ធិ ស៊ូប្ដូរជីវិតបង្ហូរឈាមប្ដូរយកជ័យ។ កងទ័ពកម្ពុជាពុះពារក្លាហានសម្រុក ឧបសគ្គរាំងមុខឆ្លងកាត់សម្រេចបាន កម្ទេចខ្មាំងចង្រៃពូជសាមាន្យ នាំសេរីថ្កើងថ្កានជូនប្រជាជន។ វីរកម្ពុជាបុត្រមោះមុតក្នុងសង្គ្រាម ប្ដេជ្ញាសងឈាមនឹងខ្មាំងសត្រូវ ទង់ជ័យប្រាសាទពណ៌ឈាមខ្ពស់សន្ធៅ នាំជាតិឈានទៅសាងសុខក្សេមក្សាន្ត។ | Polroth Kampuchea chea kamlang phdo pdach Sachcha kamtech ars puok pachamit Tangchet samakki teub mean mahethearith Suor phdo chevit banghor cheam phdo yok chey. Kangtorp Kampuchea pou pear klahan samrouk Oppasak raeng mok chlong kat samrach ban Kamtech khmang chongrai pouk saman Noam serey thkoen thkan chuon pracheachon. Vireak Kampuchea bot mohmout knoung sangkream Pdach nha sang cheam nung khmang sattrov Tungchey prasat por cheam kpous santhov Noam cheat chean tov sang sok ksaem ksant | Кхмеры — сила перемен, Клянёмся уничтожить всех врагов, Гармонизация сделала нас сильнее, Пожертвуем ради победы своей жизнью. Кампучийская армия доблестна, Мы преодолеем все преграды Покончим со всеми врагами, Принесём людям драгоценную свободу. Кампучийские герои сосредоточены, Мы клянёмся отомстить нашим врагам, Победоносный красный флаг с храмом возведён, Мы приведём нацию к счастью. |